# Liste der Nummer-eins-Hits in der Schweiz (1992)
Dies ist eine Liste der Nummer-eins-Hits in der Schweiz im Jahr 1992. Sie basiert auf den Top 40 Singles und Top 40 Alben der offiziellen Schweizer Hitparade. Es gab in diesem Jahr zehn Nummer-eins-Singles und elf Nummer-eins-Alben.

## Singles
| ← 1991 ← | Liste der Nummer-eins-Hits in der Schweiz | Liste der Nummer-eins-Hits in der Schweiz | Liste der Nummer-eins-Hits in der Schweiz                                                                                   | 1993 →                    |
| \| Zeitraum \| Wo. ges. \| Interpret \| Titel Autor(en) \| Zusätzliche Informationen \| \| (Zeitraum, Wochen auf Platz eins, Interpret, Titel, Autor[en], zusätzliche Informationen) \| \| \| \| \| \| ----------------------------------------------------------------------------------------- \| -------- \| --------------------------- \| --------------------------------------------------------------------------------------------------------------------------- \| ------------------------- \| \| 1. Dezember 1991 – 18. Januar 1992 7 Wochen \| 7 \| Michael Jackson \| Black or White Michael Joe Jackson, Bill Bottrell \| – \| \| 19. Januar 1992 – 25. Januar 1992 1 Woche \| 1 \| Salt ’n’ Pepa \| Let’s Talk About Sex Herby E. Azor \| – \| \| 26. Januar 1992 – 7. März 1992 6 Wochen \| 6 \| George Michael & Elton John \| Don’t Let the Sun Go Down on Me Elton John, Bernie Taupin \| – \| \| 8. März 1992 – 2. Mai 1992 8 Wochen \| 8 \| U 96 \| Das Boot Klaus Doldinger \| – \| \| 3. Mai 1992 – 20. Juni 1992 7 Wochen \| 7 \| Mr. Big \| To Be with You Dave Richard Grahame, Eric Lee Martin \| – \| \| 21. Juni 1992 – 27. Juni 1992 1 Woche \| 1 \| Kris Kross \| Jump Jermaine Dupri Mauldin \| – \| \| 28. Juni 1992 – 3. Oktober 1992 14 Wochen \| 14 \| Snap! \| Rhythm Is a Dancer Musik: Benito Benites, John Virgo Garrett III; Text: Benito Benites, John Virgo Garrett III, Thea Austin \| – \| \| 4. Oktober 1992 – 14. November 1992 6 Wochen \| 6 \| Inner Circle \| Sweat (A La La La La Long) Roger Lewis, Ian Lewis \| – \| \| 15. November 1992 – 12. Dezember 1992 4 Wochen \| 4 \| Felix \| Don‘t You Want Me Paul Scott, Derek A. Jenkins, Dwayne Richardson, Francis Reuben Wright, Joanne Yvonne Thomas \| – \| \| 13. Dezember 1992 – 16. Januar 1993 5 Wochen \| 5 \| Die Fantastischen Vier \| Die da!?! Michael Beck, Thomas Dürr, Andreas Rieke, Michael Bernd Schmidt \| – \| |                                           |                                           | |                           |
| ← 1991 |                                           |                                           | | → 1993 →                  |
| Zeitraum | Wo. ges.                                  | Interpret                                 | Titel Autor(en) | Zusätzliche Informationen |
| (Zeitraum, Wochen auf Platz eins, Interpret, Titel, Autor[en], zusätzliche Informationen) |                                           |                                           | |                           |
| 1. Dezember 1991 – 18. Januar 1992 7 Wochen | 7                                         | Michael Jackson                           | Black or White Michael Joe Jackson, Bill Bottrell                                                                           | –                         |
| 19. Januar 1992 – 25. Januar 1992 1 Woche | 1                                         | Salt ’n’ Pepa                             | Let’s Talk About Sex Herby E. Azor                                                                                          | –                         |
| 26. Januar 1992 – 7. März 1992 6 Wochen | 6                                         | George Michael & Elton John               | Don’t Let the Sun Go Down on Me Elton John, Bernie Taupin                                                                   | –                         |
| 8. März 1992 – 2. Mai 1992 8 Wochen | 8                                         | U 96                                      | Das Boot Klaus Doldinger | –                         |
| 3. Mai 1992 – 20. Juni 1992 7 Wochen | 7                                         | Mr. Big                                   | To Be with You Dave Richard Grahame, Eric Lee Martin                                                                        | –                         |
| 21. Juni 1992 – 27. Juni 1992 1 Woche | 1                                         | Kris Kross                                | Jump Jermaine Dupri Mauldin                                                                                                 | –                         |
| 28. Juni 1992 – 3. Oktober 1992 14 Wochen | 14                                        | Snap!                                     | Rhythm Is a Dancer Musik: Benito Benites, John Virgo Garrett III; Text: Benito Benites, John Virgo Garrett III, Thea Austin | –                         |
| 4. Oktober 1992 – 14. November 1992 6 Wochen | 6                                         | Inner Circle                              | Sweat (A La La La La Long) Roger Lewis, Ian Lewis                                                                           | –                         |
| 15. November 1992 – 12. Dezember 1992 4 Wochen | 4                                         | Felix                                     | Don‘t You Want Me Paul Scott, Derek A. Jenkins, Dwayne Richardson, Francis Reuben Wright, Joanne Yvonne Thomas              | –                         |
| 13. Dezember 1992 – 16. Januar 1993 5 Wochen | 5                                         | Die Fantastischen Vier                    | Die da!?! Michael Beck, Thomas Dürr, Andreas Rieke, Michael Bernd Schmidt                                                   | –                         |

## Alben
| ← 1991 ← | Liste der Nummer-eins-Hits in der Schweiz | Liste der Nummer-eins-Hits in der Schweiz | Liste der Nummer-eins-Hits in der Schweiz | 1993 →                    |
| \| Zeitraum \| Wo. ges. \| Interpret \| Titel \| Zusätzliche Informationen \| \| (Zeitraum, Wochen auf Platz eins, Interpret, Titel, zusätzliche Informationen) \| \| \| \| \| \| ------------------------------------------------------------------------------ \| -------- \| -------------------------------- \| ------------------------- \| ------------------------- \| \| 22. Dezember 1991 – 4. Januar 1992 2 Wochen (insgesamt 12) \| 12 \| Queen \| Greatest Hits II \| – \| \| 5. Januar 1992 – 11. Januar 1992 1 Woche (insgesamt 2) \| 2 \| Genesis \| We Can’t Dance \| – \| \| 12. Januar 1992 – 7. März 1992 8 Wochen (insgesamt 12) \| 12 \| Queen \| Greatest Hits II \| – \| \| 8. März 1992 – 14. März 1992 1 Woche (insgesamt 2) \| 2 \| Genesis \| We Can’t Dance \| – \| \| 15. März 1992 – 28. März 1992 2 Wochen (insgesamt 12) \| 12 \| Queen \| Greatest Hits II \| – \| \| 29. März 1992 – 11. April 1992 2 Wochen \| 2 \| Gary Moore \| After Hours \| – \| \| 12. April 1992 – 16. Mai 1992 5 Wochen \| 5 \| Bruce Springsteen \| Human Touch \| – \| \| 17. Mai 1992 – 23. Mai 1992 1 Woche \| 1 \| ZZ Top \| Greatest Hits \| – \| \| 24. Mai 1992 – 27. Juni 1992 5 Wochen \| 5 \| Def Leppard \| Adrenalize \| – \| \| 28. Juni 1992 – 12. September 1992 11 Wochen \| 11 \| Elton John \| The One \| – \| \| 13. September 1992 – 26. September 1992 2 Wochen \| 2 \| Polo Hofer und die Schmetterband \| Travailler c’est trop dur \| – \| \| 27. September 1992 – 3. Oktober 1992 1 Woche \| 1 \| Roxette \| Tourism \| – \| \| 4. Oktober 1992 – 7. November 1992 5 Wochen \| 5 \| Vaya Con Dios \| Time Flies \| – \| \| 8. November 1992 – 16. Januar 1993 10 Wochen \| 10 \| ABBA \| ABBA Gold – Greatest Hits \| – \| |                                           |                                           |                                           |                           |
| ← 1991 |                                           |                                           |                                           | → 1993 →                  |
| Zeitraum | Wo. ges.                                  | Interpret                                 | Titel                                     | Zusätzliche Informationen |
| (Zeitraum, Wochen auf Platz eins, Interpret, Titel, zusätzliche Informationen) |                                           |                                           |                                           |                           |
| 22. Dezember 1991 – 4. Januar 1992 2 Wochen (insgesamt 12) | 12                                        | Queen                                     | Greatest Hits II                          | –                         |
| 5. Januar 1992 – 11. Januar 1992 1 Woche (insgesamt 2) | 2                                         | Genesis                                   | We Can’t Dance                            | –                         |
| 12. Januar 1992 – 7. März 1992 8 Wochen (insgesamt 12) | 12                                        | Queen                                     | Greatest Hits II                          | –                         |
| 8. März 1992 – 14. März 1992 1 Woche (insgesamt 2) | 2                                         | Genesis                                   | We Can’t Dance                            | –                         |
| 15. März 1992 – 28. März 1992 2 Wochen (insgesamt 12) | 12                                        | Queen                                     | Greatest Hits II                          | –                         |
| 29. März 1992 – 11. April 1992 2 Wochen | 2                                         | Gary Moore                                | After Hours                               | –                         |
| 12. April 1992 – 16. Mai 1992 5 Wochen | 5                                         | Bruce Springsteen                         | Human Touch                               | –                         |
| 17. Mai 1992 – 23. Mai 1992 1 Woche | 1                                         | ZZ Top                                    | Greatest Hits                             | –                         |
| 24. Mai 1992 – 27. Juni 1992 5 Wochen | 5                                         | Def Leppard                               | Adrenalize                                | –                         |
| 28. Juni 1992 – 12. September 1992 11 Wochen | 11                                        | Elton John                                | The One                                   | –                         |
| 13. September 1992 – 26. September 1992 2 Wochen | 2                                         | Polo Hofer und die Schmetterband          | Travailler c’est trop dur                 | –                         |
| 27. September 1992 – 3. Oktober 1992 1 Woche | 1                                         | Roxette                                   | Tourism                                   | –                         |
| 4. Oktober 1992 – 7. November 1992 5 Wochen | 5                                         | Vaya Con Dios                             | Time Flies                                | –                         |
| 8. November 1992 – 16. Januar 1993 10 Wochen | 10                                        | ABBA                                      | ABBA Gold – Greatest Hits                 | –                         |

## Jahreshitparaden
| ← 1991 ← | Liste der Nummer-eins-Hits in der Schweiz | Liste der Nummer-eins-Hits in der Schweiz | Liste der Nummer-eins-Hits in der Schweiz | 1993 →   |
| \| Singles \| Position# \| Alben \| \| --------------------------------------------------------------------------------------------------------------------------------- \| --------- \| ---------------------------------- \| \| It’s My Life Dr. Alban Musik: Dag Krister Volle; Text: Alban Nwapa \| 1 \| Greatest Hits II Queen \| \| Rhythm Is a Dancer Snap! Musik: Benito Benites, John Virgo Garrett III; Text: Benito Benites, John Virgo Garrett III, Thea Austin \| 2 \| We Can’t Dance Genesis \| \| To Be with You Mr. Big Dave Richard Grahame, Eric Lee Martin \| 3 \| Greatest Hits I Queen \| \| You Ten Sharp Nicolaas J. A. Niels Hermes, Antonius G. T. Ton Groen \| 4 \| Dangerous Michael Jackson \| \| ABBA-esque Erasure Björn K. Ulvaeus, Benny Goran Bror Andersson, Stig Erik Leopold Anderson \| 5 \| Use Your Illusion II Guns n’ Roses \| \| Please Don’t Go Double You Harry Wayne Casey, Richard Finch \| 6 \| Schlachtplatte Patent Ochsner \| \| Don’t Let the Sun Go Down on Me George Michael & Elton John Elton John, Bernie Taupin \| 7 \| Adrenalize Def Leppard \| \| Knockin’ on Heaven’s Door Guns n’ Roses Bob Dylan \| 8 \| Gotthard \| \| Das Boot U 96 Klaus Doldinger \| 9 \| Stars Simply Red \| \| How Do You Do! Roxette Per Hakan Gessle \| 10 \| Nevermind Nirvana \| |                                           |                                           |                                           |          |
| ← 1991 |                                           |                                           |                                           | → 1993 → |
| Singles | Position#                                 | Alben                                     |                                           |          |
| It’s My Life Dr. Alban Musik: Dag Krister Volle; Text: Alban Nwapa | 1                                         | Greatest Hits II Queen                    |                                           |          |
| Rhythm Is a Dancer Snap! Musik: Benito Benites, John Virgo Garrett III; Text: Benito Benites, John Virgo Garrett III, Thea Austin | 2                                         | We Can’t Dance Genesis                    |                                           |          |
| To Be with You Mr. Big Dave Richard Grahame, Eric Lee Martin | 3                                         | Greatest Hits I Queen                     |                                           |          |
| You Ten Sharp Nicolaas J. A. Niels Hermes, Antonius G. T. Ton Groen | 4                                         | Dangerous Michael Jackson                 |                                           |          |
| ABBA-esque Erasure Björn K. Ulvaeus, Benny Goran Bror Andersson, Stig Erik Leopold Anderson | 5                                         | Use Your Illusion II Guns n’ Roses        |                                           |          |
| Please Don’t Go Double You Harry Wayne Casey, Richard Finch | 6                                         | Schlachtplatte Patent Ochsner             |                                           |          |
| Don’t Let the Sun Go Down on Me George Michael & Elton John Elton John, Bernie Taupin | 7                                         | Adrenalize Def Leppard                    |                                           |          |
| Knockin’ on Heaven’s Door Guns n’ Roses Bob Dylan | 8                                         | Gotthard                                  |                                           |          |
| Das Boot U 96 Klaus Doldinger | 9                                         | Stars Simply Red                          |                                           |          |
| How Do You Do! Roxette Per Hakan Gessle | 10                                        | Nevermind Nirvana                         |                                           |          |